# Неперервний рівномірний розподіл
 Рівномірний розподіл (неперервний) — в теорії імовірностей розподіл, який характеризується тим, що ймовірність будь-якого інтервала залежить тільки від його довжини.

## Визначення
Кажуть, що випадкова величина має неперервний рівномірний розподіл на відрізку {\displaystyle [a,b]}, де {\displaystyle a,b\in \mathbb {R} }, якщо щільність {\displaystyle f_{X}(x)} має вигляд:
{\displaystyle f_{X}(x)=\left\{{\begin{matrix}{1 \over b-a},&x\in [a,b]\\0,&x\not \in [a,b]\end{matrix}}\right..}
Пишуть: {\displaystyle X\sim U[a,b]}. Деколи значення щільності в граничних точках {\displaystyle x=a} і {\displaystyle x=b} міняють на інші, наприклад {\displaystyle {1/2(b-a)}}. Так як інтеграл Лебега від щільності не залежить від поведінки останньої на множинах міри нуль, ці варіації не впливають на знаходження зв'язаних з цим розподілом імовірностей.

## Функція розподілу
Інтегруючи визначену вище щільність отримуємо:
{\displaystyle F_{X}(x)\equiv \mathbb {P} (X\leq x)=\left\{{\begin{matrix}0,&x<a\\{x-a \over b-a},&a\leq x<b\\1,&x\geq b\end{matrix}}\right..}
Оскільки щільність рівномірного розподілу розривна в граничних точках відрізка {\displaystyle [a,b]}, то функція розподілу в цих точках не є диференційовною. В інших точках справедлива рівність:
{\displaystyle {\frac {d}{dx}}F_{X}(x)=f_{X}(x),\;\forall x\in \mathbb {R} \setminus \{a,b\}}.

## Функція моментів
Простим інтегруванням отримуємо:
{\displaystyle M_{X}(t)={\frac {e^{tb}-e^{ta}}{t(b-a)}}},
звідки знаходимо всі потрібні моменти неперервного рівномірного розподілу:
{\displaystyle \mathbb {E} \left[X\right]={\frac {a+b}{2}}},
{\displaystyle \mathbb {E} \left[X^{2}\right]={\frac {a^{2}+ab+b^{2}}{3}}},
{\displaystyle \operatorname {D} X={\frac {(b-a)^{2}}{12}}}.
Таким чином
{\displaystyle \mathbb {E} \left[X^{n}\right]={\frac {1}{n+1}}\sum \limits _{k=1}^{n}{a^{k}b^{n-k}}}.

## Стандартний рівномірний розподіл
Якщо {\displaystyle a=0}, а {\displaystyle b=1}, тобто {\displaystyle X\sim U[0,1]}, то такий неперервний рівномірний розподіл називають стандартним. Має місце твердження:
Якщо випадкова величина {\displaystyle X\sim U[0,1]}, і {\displaystyle Y=a+(b-a)X}, де {\displaystyle a<b}, то {\displaystyle Y\sim U[a,b]}. Таким чином, маючи генератор випадкового вибору із стандартного неперервного рівномірного розподілу, легко побудувати генератор вибору будь-якого неперервного рівномірного розподілу.